# ماكس فينكلر
ماكس فينكلر (بالألمانية: Max Winkler)‏ هو منتج أفلام وسياسي ألماني، ولد في 7 سبتمبر 1875، وتوفي في 12 أكتوبر 1961 في دوسلدورف في ألمانيا. حزبياً، نشط في الحزب النازي والحزب الديمقراطي الألماني. وقد انتخب عضو مجلس الشورى الموحد بروسيا.

## روابط خارجية
- ماكس فينكلر على موقع IMDb (الإنجليزية)
- ماكس فينكلر على موقع مونزينجر (الألمانية)
- ماكس فينكلر على موقع قاعدة بيانات الفيلم (الإنجليزية)